# Galería nocturna

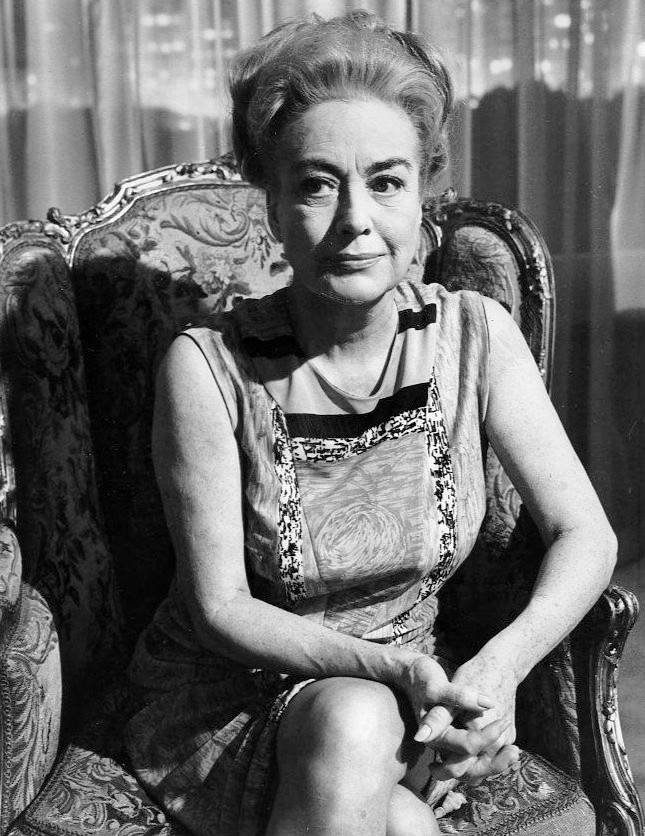
Joan Crawford, Night Gallery 1969

Galería nocturna (título original: Rod Serling's Night Gallery) fue una serie presentada por Rod Serling (quien años antes había presentado The Twilight Zone o La dimensión desconocida) emitida en el canal estadounidense NBC de 1970 a 1973. Serling, además de ser el presentador de cada episodio, fue quien escribió la mayoría de los guiones mostrados en el programa, aunque no tuvo sobre esta serie el mismo control que había tenido sobre The Twilight Zone.

## Argumento
Cada episodio comenzaba con la introducción del presentador del programa, Rod Serling, sobre la macabra historia de alguno de los cuadros (pintados por Thomas J. Wright) de la galería de arte en la que se encontraban.
Regularmente las historias eran adaptaciones de cuentos clásicos de fantasía, pertenecientes a autores como H. P. Lovecraft o también trabajos originales, la mayoría de Serling.

## Historia
La serie fue estrenada el 8 de noviembre de 1969 mediante un episodio piloto de larga duración que supuso el debut del director Steven Spielberg y fue una de las últimas actuaciones de Joan Crawford. A diferencia de la serie, donde las pinturas sólo aparecían al inicio de cada historia, en el episodio piloto las pinturas mismas eran parte del argumento de su respectiva historia.
Una de las historias con mayor índice de recordación por parte de la audiencia infantil en los años 70, quienes ahora son adultos y como referencia inmediata citan dicha historia, es: "The Doll"[cita requerida], la cual es una de las primeras ocasiones en las que en televisión se trata el tema de "muñecas o muñecos diabólicos" ligados directamente con el misterio y misticidad que generan este tipo de objetos al ser de origen antiguo.
La historia nos habla de Mónica, una niña huérfana que vivía con su tío y su ama de llaves en un caserón inglés y se sentía demasiado sola porque su tío siempre se encontraba combatiendo por ser militar. El odio y sentimientos de venganza de un deudo Hindú hicieron que este enviara a Mónica una muñeca embrujada, que tenía la misión de asesinar a su tío. El éxito de esta historia se basa en un terror no implícito ya que gracias a la magistral dirección de la historia de Rudy Dorn, se logra causar el efecto deseado con recursos muy básicos y sin efectos especiales. El rancio sabor de la historia le brinda una atmósfera singular.
Galería Nocturna fue nominada a un Premio Emmy por el episodio "They're Tearing Down Tim Riley's Bar" (primera temporada) en 1971. En 1972, la serie recibió otra nominación por el episodio "Pickman’s Model" (segunda temporada).
La serie atrajo críticas por su uso de la comedia negra entre los episodios de larga duración, y por su formato de historias múltiples, que contribuyeron a darle un tono poco habitual en televisión.